# Нейропептид Y
NPY (англ. Neuropeptide Y) – білок, який кодується однойменним геном, розташованим у людей на короткому плечі 7-ї хромосоми. Довжина поліпептидного ланцюга білка становить 97 амінокислот, а молекулярна маса — 10 851.
| 10         |  | 20         |  | 30         |  | 40         |  | 50         |
| ---------- |  | ---------- |  | ---------- |  | ---------- |  | ---------- |
| MLGNKRLGLS |  | GLTLALSLLV |  | CLGALAEAYP |  | SKPDNPGEDA |  | PAEDMARYYS |
| ALRHYINLIT |  | RQRYGKRSSP |  | ETLISDLLMR |  | ESTENVPRTR |  | LEDPAMW    |

A: Аланін

C: Цистеїн

D: Аспарагінова кислота

E: Глутамінова кислота

G: Гліцин

H: Гістидин

I: Ізолейцин

K: Лізин

L: Лейцин

M: Метіонін

N: Аспарагін

P: Пролін

Q: Глутамін

R: Аргінін

S: Серин

T: Треонін

V: Валін

W: Триптофан

Кодований геном білок за функцією належить до фосфопротеїнів. 
Секретований назовні.